# Assedio di Alghero
L'assedio di Alghero fu un episodio della guerra sardo-catalana.

## La preparazione della spedizione
Il re Pietro IV d'Aragona impiegò circa sei mesi per organizzare la grande spedizione per conquistare Alghero spendendo una cifra enorme. La flotta contava 45 galee e 60 cocche più altre navi da trasporto dove, a Roses, furono imbarcati moltissimi nobili, circa 10 000 fanti, 1500 cavalieri, vettovaglie e diverse macchine d'assedio.
La grande flotta, partita dalla Catalogna a metà giugno del 1354, giunse nei pressi di Porto Conte il 22 dello stesso mese.
La città in mano alle armate giudicali dall'ottobre 1353, poteva contare per la sua difesa su circa 600 uomini, in gran parte mercenari genovesi, lombardi e toscani.

## L'assedio
I catalani, sbarcati sulla terraferma, posero subito sotto assedio la città. Ben presto la torrida estate sarda e le epidemie di malaria crearono molte vessazioni all'esercito assediante e allo stesso sovrano. Le notizie degli attacchi giudicali nel sud dell'isola e di una possibile spedizione pisano-genovese in soccorso dei giudicali costrinsero Pietro ad intavolare delle trattative con Mariano IV di Arborea.
Il 13 novembre fu così firmata la pace di Alghero, molto sconveniente ai catalani che ottennero solamente la città di Alghero mentre l'Arborea ottenne quasi tutti gli obiettivi per cui aveva scatenato la rivolta contro il regno di Sardegna l'anno precedente.